# To the Extreme
To the Extreme é um álbum do rapper estadunidende Vanilla Ice, lançado em 1990.O álbum conseguiu a posição #1 na Billboard 200 e foi certificado Platina sete vezes nos Estados Unidos, o maior destaque do álbum é o single "Ice,Ice Baby".

## Músicas
- 1 - Ice, Ice Baby - 04:32
- 2 - Yo Vanilla - 00:05
- 3 - Stop That Train - 04:29
- 4 - Hooked - 04:53
- 5 - Ice Is Workin' It - 04:36
- 6 - Life is a Fantasy - 04:47
- 7 - Play That Funky Music - 04:45
- 8 - Dancin' - 05:00
- 9 - Go Ill - 04:58
- 10 - It's A Party - 04:39
- 11 - Juice to Get Loose Boy - 00:08
- 12 - Ice Cold - 04:05
- 13 - Rosta Man - 04:37
- 14 - I Love You! - 05:06
- 15 - Havin' A Roni - 01:10

## Desempenho nas paradas musicais
| Parada musical (1990)                         | Melhor posição |
| --------------------------------------------- | -------------- |
| Alemanha (Media Control Charts)               | 13             |
| Austrália (ARIA Charts)                       | 9              |
| Áustria (Ö3 Austria Top 40 Longplay)          | 8              |
| Canadá (RPM 100 Albums)                       | 2              |
| Estados Unidos (Billboard 200)                | 1              |
| Estados Unidos (Billboard R&B/Hip-Hop Albums) | 6              |
| Japão (Oricon)                                | 68             |
| Noruega (VG-lista)                            | 11             |
| Nova Zelândia (RIANZ)                         | 11             |
| Reino Unido (UK Albums Chart)                 | 4              |
| Suécia (Sverigetopplistan)                    | 17             |
| Suíça (Schweizer Hitparade)                   | 6              |

## Certificações
| Canadá (Music Canada)                     | 6× Platina | 30 de abril de 1991  | 600.000    |
| Estados Unidos (RIAA)                     | 7× Platina | 9 de janeiro de 1991 | 7.000.000* |
| *número de vendas baseado na certificação |            |                      |            |